# Veliš (okres Jičín)
Veliš je obec v okrese Jičín v Královéhradeckém kraji. Leží zhruba čtyři kilometry jihozápadně od Jičína na jižním svahu stejnojmenného vrchu Veliš. Žije zde 194 obyvatel. V obci je pošta, obecní knihovna, soukromá základní škola, mateřská škola a dvě zastávky autobusů pro přímé spojení do Libáně, Jičína, Nové Paky i Prahy.

## Název
Jméno Veliš označovalo Velechovo sídlo, od vsi je údajně přejal i kopec a později na něm vybudovaný hrad.

## Historie
První písemná zmínka o obci pochází z roku 1143.
Je to vesnice typu „okrouhlice“ s rybníčkem na návsi, původně upraveným z pramenů a bažiny. Jako majitelé jsou uváděni např. rody Vartenberků, Trčků z Lípy, Thurn-Taxisů, Smiřických, Valdštejnů a Šliků. Zejména po roce 2005 byla v obci provedena řada úprav: např. bylo vybudováno sportovní hřiště, rozšířeno veřejné osvětlení, upravena náves a opraven areál kostela sv. Václava.
Veliš je členem svazku obcí Mariánská zahrada, založeného v roce 2004 na území barokně komponované krajiny bývalého panství Šliků jihozápadně od Jičína.

## Obyvatelstvo
| Rok            | 1869 | 1880 | 1890 | 1900 | 1910 | 1921 | 1930 | 1950 | 1961 | 1970 | 1980 | 1991 | 2001 | 2011 | 2021 |
| -------------- | ---- | ---- | ---- | ---- | ---- | ---- | ---- | ---- | ---- | ---- | ---- | ---- | ---- | ---- | ---- |
| Počet obyvatel | 402  | 377  | 403  | 413  | 413  | 412  | 369  | 244  | 248  | 211  | 146  | 136  | 129  | 164  | 193  |
| Počet domů     | 47   | 55   | 54   | 61   | 64   | 70   | 78   | 80   | 72   | 66   | 52   | 72   | 70   | 79   | 83   |

## Obecní správa

### Části obce
- Veliš
- Vesec

### Obecní symboly
Znak a vlajka byly obci uděleny rozhodnutím předsedy Poslanecké sněmovny Parlamentu České republiky dne 5. října 2004.

## Pamětihodnosti
- barokní kostel svatého Václava z roku 1752 s okolním areálem, postavený podle projektu Anselma Luraga
- sloup z roku 1783 se sochou svatého Václava se znakem a praporem, nad studánkou uprostřed návsi
- hrobka rodu Schliků (Šliků) z roku 1926 vedle hřbitova, po určitou dobu v ní byly uloženy pozůstatky hraběte Jáchyma Ondřeje Šlika, popraveného na Staroměstském náměstí roku 1621
- nedaleká zřícenina hradu Veliš
- barokní kaple Loreta na dalším nedalekém stejnojmenném vrchu, podle plánů Jana Baptisty Matheye z roku 1694

## Osobnosti
- Karel Pařík (1857–1942), architekt, narozen ve Veliši
- Josef Jakubec (1858–1889), básník, pochován na hřbitově ve Veliši
- Josef Rektor (1877–1953), malíř a sochař, narozen ve Veliši
- František Křelina (1903–1976), spisovatel, pochován na hřbitově ve Veliši
- Jan Knob (1904–1977), spisovatel, narozen ve Veliši

## Fotogalerie

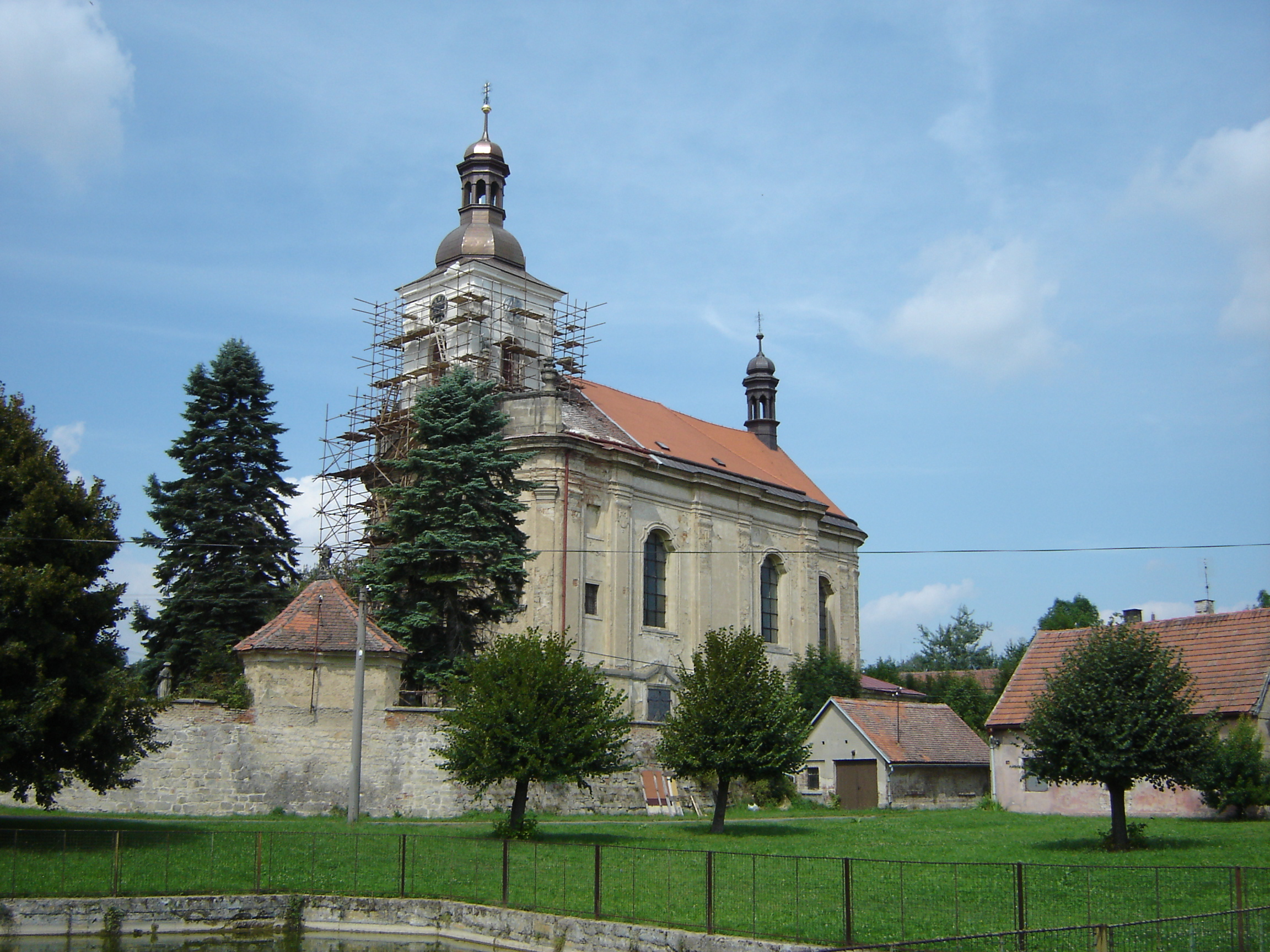
Kostel svatého Václava, rok 2007
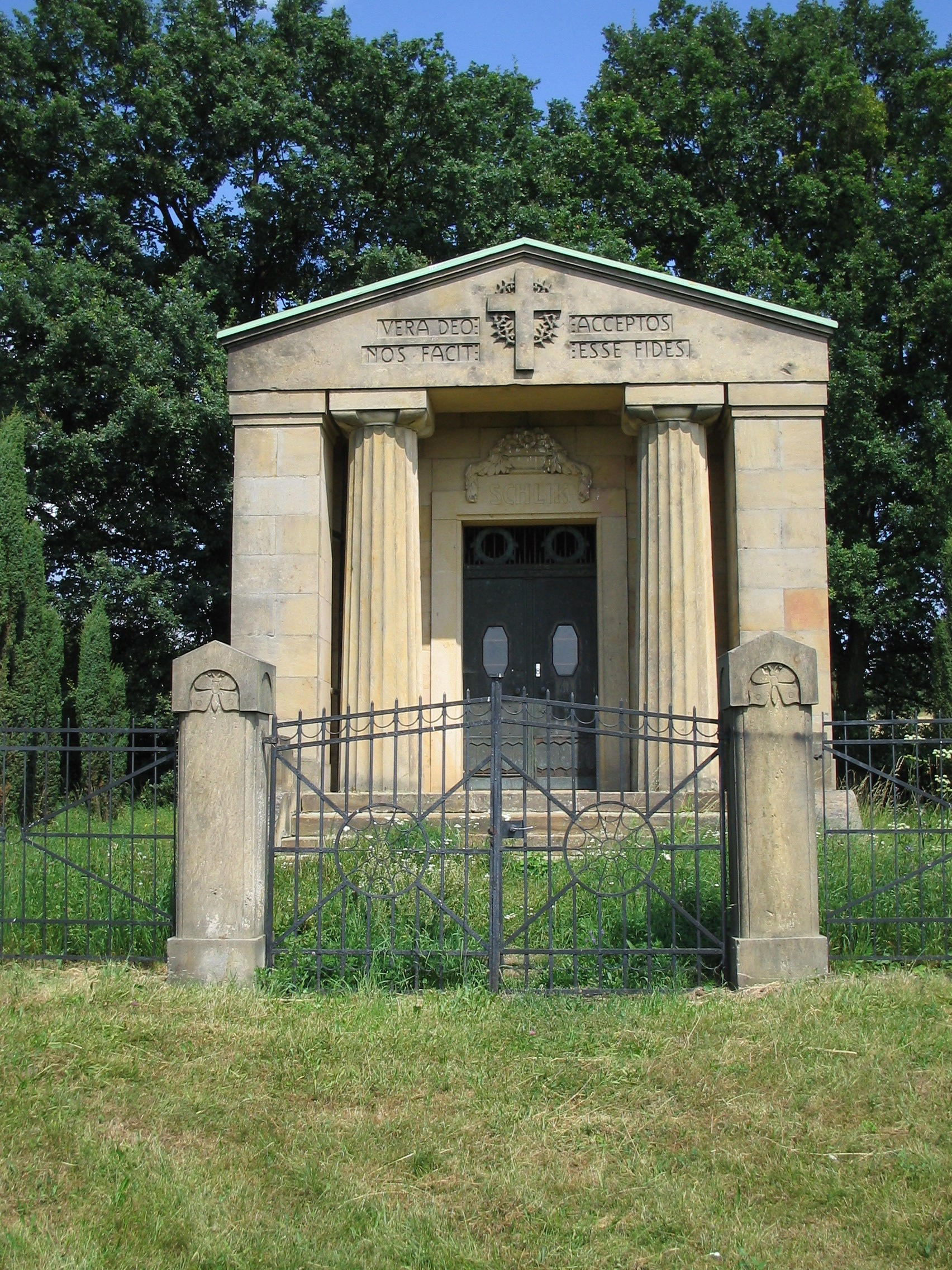
Hrobka Šliků
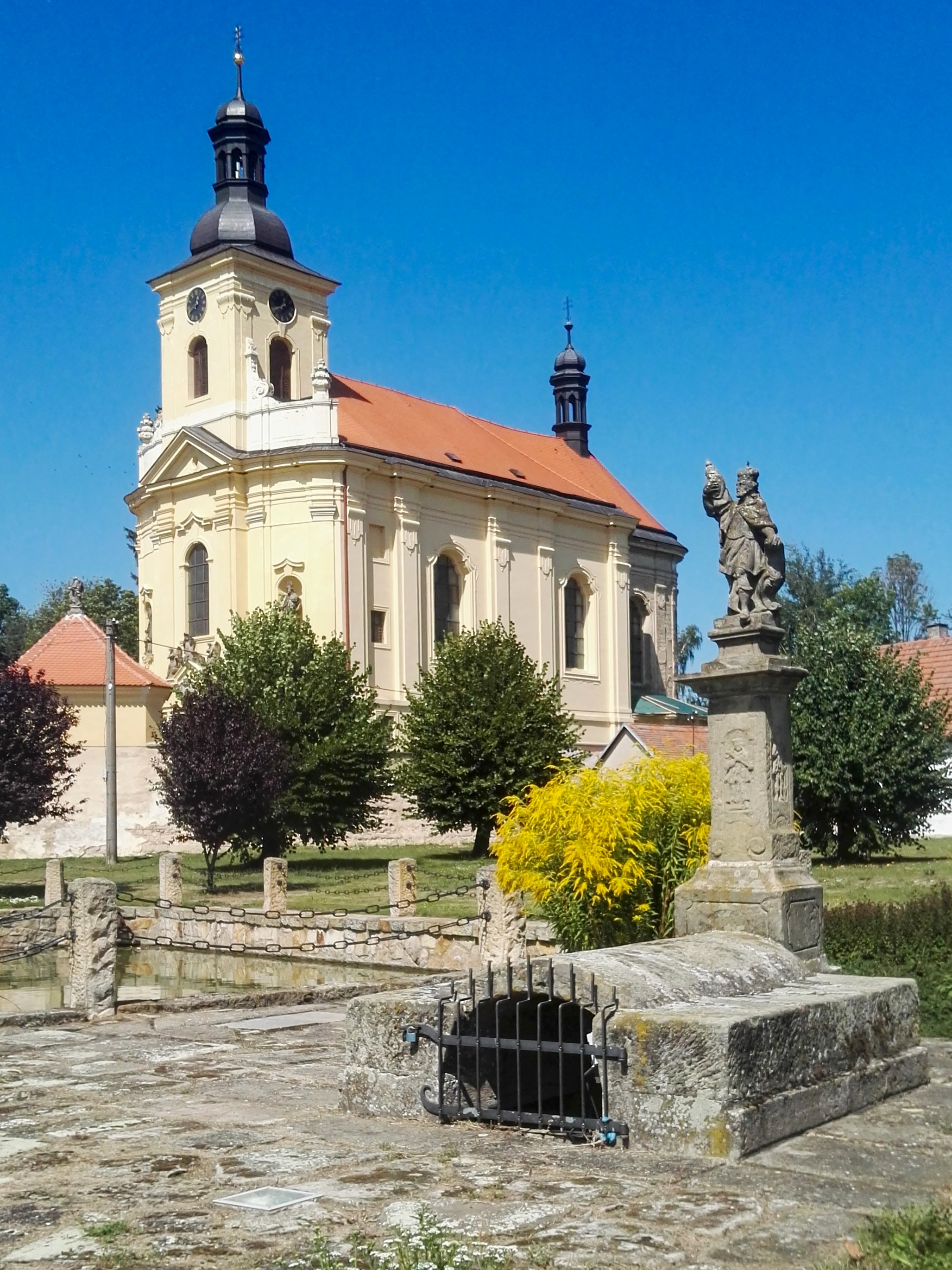
Kostel svatého Václava, se studánkou a sochou na návsi
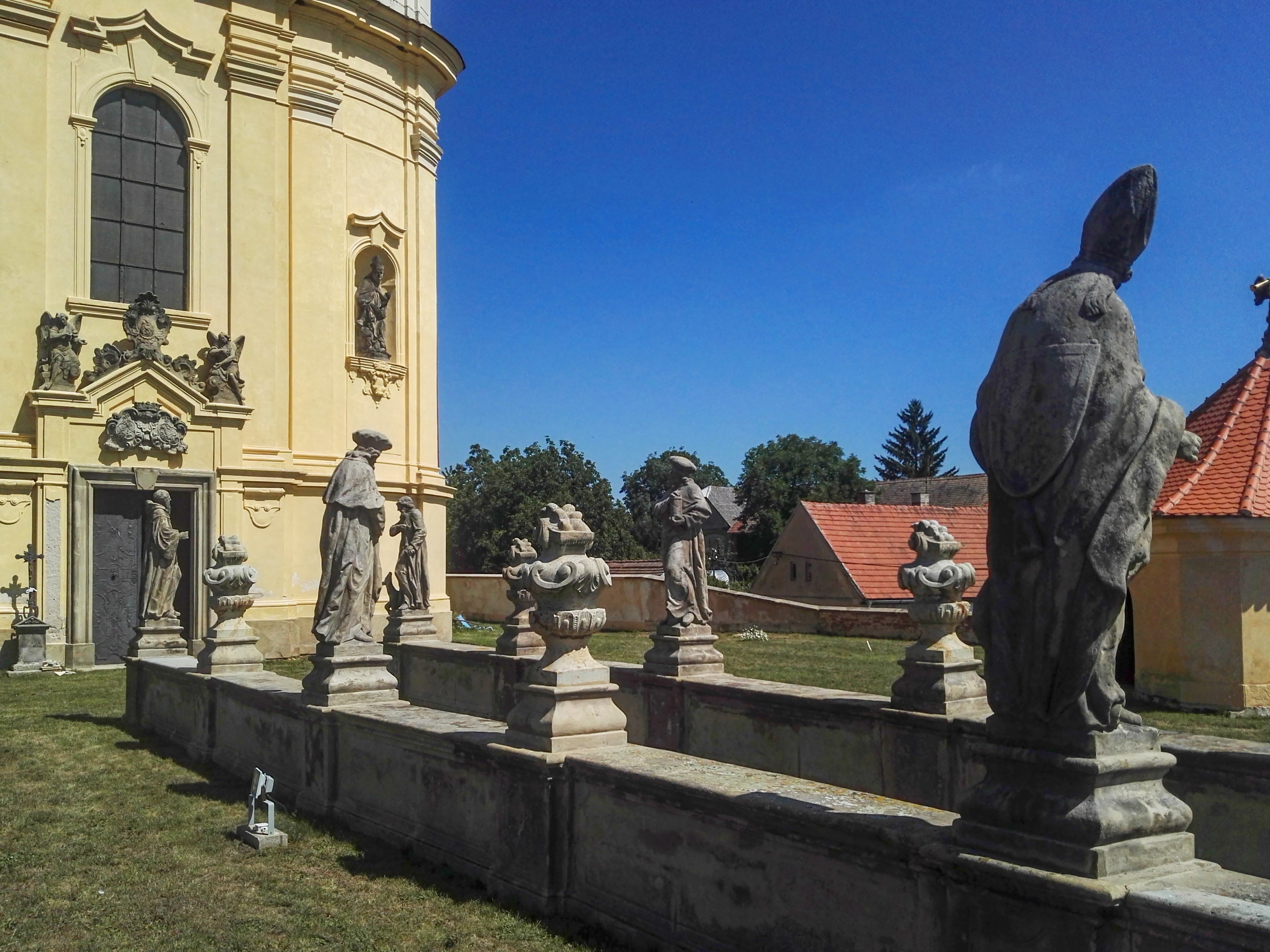
Kostel svatého Václava, vstup se sochami